# 柳田充弘
柳田 充弘（やなぎだ みつひろ、1941年4月4日 - ）は、日本の分子生物学者。沖縄科学技術大学院大学教授、京都大学名誉教授。理学博士。専門は細胞周期と染色体分配の機構。

## 略歴
- 1941年 - 東京都に生まれる
- 1960年 - 東京都立戸山高等学校卒業
- 1964年 - 東京大学理学部卒
- 1967年 - ジュネーブ大学等に留学
- 1970年 - 東京大学理学博士
- 1971年 - 京都大学理学部助教授
- 1977年 - 京都大学理学部教授
- 1999年 - 京都大学大学院生命科学研究科教授
- 1999年 - 日本分子生物学会会長（～2001年）
- 2001年 - 京都大学大学院生命科学研究科長（～2003年）
- 2004年 - 京都大学大学院生命科学研究科特任教授（～2011年3月）
- 2011年 - 沖縄科学技術大学院大学教授

## 受賞歴
- 1999年 - 東レ科学技術賞
- 2000年 - 朝日賞[1]
- 2001年 - 上原賞
- 2003年 - 恩賜賞・日本学士院賞

## 科学アカデミー会員
- 2000年 - 王立協会外国人会員
- 2010年 - 英国生物学会「名誉フェロー」
- 2012年 - 米国科学アカデミー会員

## 栄典

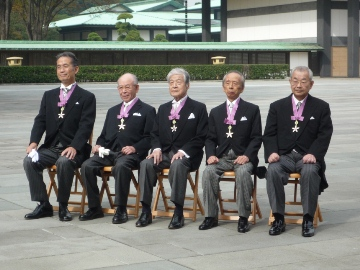
2011年11月3日、文化勲章親授式後の記念撮影にて名城大学窒化物半導体基盤技術研究センターセンター長赤﨑勇（左から2人目）、日本芸術院会員丸谷才一（中央）、日本芸術院会員大樋年朗（右から2人目）、東京大学名誉教授三谷太一郎（右端）と

- 2002年 - 紫綬褒章
- 2004年 - 文化功労者
- 2011年 - 文化勲章[2]